# Oleg Zoteev
Oleg Zoteev (tiếng Uzbek: Oleg Zoteyev, Uzbek Cyrillic: Олег Зотеев; sinh ngày 5 tháng 7 năm 1989 ở Olmaliq, Uzbek SSR) là một cầu thủ bóng đá người Uzbekistan thi đấu cho câu lạc bộ quê nhà Lokomotiv Tashkent thi đấu ở Giải bóng đá vô địch quốc gia Uzbekistan ở vị trí tiền vệ.

## Sự nghiệp
Ngày 26 tháng 12 năm 2012 anh ký hợp đồng với câu lạc bộ Bunyodkor sau 3 năm thi đấu tại Olmaliq FK.
Ngày 6 tháng 1 năm 2015, Lokomtiv Tashkent thông báo chuyển nhượng của Zoteev. Zoteev giành chức vô địch Siêu cúp Uzbekistan thứ hai với Lokomotiv ngày 8 tháng 3 năm 2015 trong trận đấu trước Pakhtakor.

## Quốc tế
Tại Vòng loại bóng đá Thế vận hội 2012, anh được triệu tập vào the đội tuyển U-23 Uzbekistan và ghi 2 bàn cho đội bóng.
Tại Vòng loại giải vô địch bóng đá thế giới 2014, anh được triệu tập vào the đội tuyển quốc gia Uzbekistan.

## Thống kê sự nghiệp

### Bàn thắng quốc tế
Tỉ số và kết quả liệt kê bàn thắng của Uzbekistan trước.
| #  | Ngày                | Địa điểm                                     | Đối thủ | Tỉ số | Kết quả | Giải đấu                 |
| -- | ------------------- | -------------------------------------------- | ------- | ----- | ------- | ------------------------ |
| 1. | 18 tháng 6 năm 2013 | Sân vận động Bunyodkor, Tashkent, Uzbekistan | Qatar   | 2–1   | 5–1     | Vòng loại World Cup 2014 |

## Danh hiệu

### Câu lạc bộ
Bunyodkor
- Giải bóng đá vô địch quốc gia Uzbekistan (1): 2013
- Cúp bóng đá Uzbekistan (1): 2013
- Á quân Cúp bóng đá Uzbekistan (1): 2014
- Siêu cúp bóng đá Uzbekistan (1): 2013

Lokomotiv
- Siêu cúp bóng đá Uzbekistan (1): 2014